# Juan Arany
Juan Arany (en húngaro: Arany János) (Nagyszalonta, 2 de marzo de 1817-Budapest, 22 de octubre de 1882) fue un bardo húngaro de poesía épica, considerado el más grande de los poetas épicos de Hungría.
Su principal obra es la trilogía de Toldi, compuesta de los escritos Toldi de 1847, Toldi estéje de 1854 y Toldi szerelme 1848-1879, donde se narran las aventuras de Nicolás Toldi, un caballero húngaro del siglo XIV que poseía una extraordinaria fuerza física. La serie de textos fueron recibidos con admiración por un público deseoso de una literatura nacional de calidad, en un lenguaje que todos pudiesen entender.
Otras de sus notables obras fueron un fragmento de un poema épico titulado Bolond Istók de 1850 y La Muerte del Rey Buda de 1864. El escrito Őszikék lo redactó poco antes de morir, donde reflexiona de un modo conmovedor sobre su percepción de incumplimiento personal y soledad.